# Rupprecht Rohr
Rupprecht Rohr (* 17. November 1919 in Berlin; † 20. März 2009 in Ludwigshafen am Rhein) war ein deutscher Romanist, Mediävist, Rumänist und Sprachwissenschaftler.

## Leben und Werk
Rohr studierte Romanistik, Balkanologie und Iranistik an der Freien Universität Berlin. Er promovierte  1954 bei Günter Reichenkron mit Acquaformosa. Eine albanische Kolonie in Nordkalabrien. Der Punkt 751 auf dem Sach- und Sprachatlas Italiens und der Südschweiz  und habilitierte sich 1961 mit Das Schicksal der betonten lateinischen Vokale in der Provincia Lugdunensis Tertia, der späteren Kirchenprovinz Tours (Berlin 1963). 1965 wurde er an die damalige Wirtschaftshochschule Mannheim berufen und gründete auf dem Lehrstuhl für Romanische Sprachwissenschaft und Literatur des Mittelalters das Romanische Seminar der Universität Mannheim. Einen Ruf an die Universität Siegen lehnte er ab (1972). 1988 wurde er emeritiert, lehrte aber noch bis 2008.
Rohr war 1985 Mitbegründer der Aromunischen Union mit Sitz in Freiburg. Er war seit 2007 Ehrenbürger der Gemeinde Acquaformosa.

## Weitere Werke
- Zum Albanischen in Acquaformosa (Kalabrien). In: Günter Reichenkron / Alois Schmaus (Hrsgg.): Die Kultur Südosteuropas, ihre Geschichte und ihre Ausdrucksformen. Harrassowitz, Wiesbaden 1964, S. 254–276.
- Einführung in das Studium der Romanistik, Berlin 1964, 2. Aufl. 1968, 3. Aufl. 1980
- Französische Syntax. zur Beschreibung morphosyntaktischer Phänomene des Französischen: Einführung. Athenäum, Frankfurt am Main 1971
- Matière, sens, conjointure. Methodologische Einführung in die französische und provenzalische Literatur des Mittelalters. Wissenschaftliche Buchgesellschaft [Abt. Verl.], Darmstadt 1978
- mit Johannes Hubschmid: Vorarbeiten für das Rumänische etymologische Wörterbuch, 1. Vorbemerkungen. In: Revue roumaine de linguistique 24, 1979, S. 341–352.
- Aspekte der allgemeinen und französischen Sprachwissenschaft. J. Groos, Heidelberg 1980
- (Hrsg.) Die Aromunen. Sprache – Geschichte – Geographie, ausgewählte Beiträge zum 1. Internationalen Kongress für Aromunische Sprache und Kultur in Mannheim vom 2. – 3. September 1985. H. Buske, Hamburg 1987
- Sigmatik. Beziehungen zwischen sprachlichen Zeichen und Wirklichkeitsausschnitten dargestellt auf der Grundlage der explikativen Semantik: Vorüberlegungen und Vorarbeiten, Frankfurt am Main 1997
- Lesen und Verstehen französischer und provenzalischer mittelalterlicher Dichtung. Haag + Herchen, Frankfurt am Main 1998
- Kleines rumänisches etymologisches Wörterbuch. Bd. 1: A-B (KlRuEW). Haag + Herchen, Frankfurt am Main 1999
- Etymologisches Wörterbuch des Arbresh in Acquaformosa. Haag + Herchen, Frankfurt am Main 2000
- Aromunische etymologische Wortstudien. Bd. 1: A-D (AEW). Haag + Herchen, Frankfurt am Main 2002